# Virunum
Le municipe de Virunum était une ville romaine autrefois établie près de l'actuelle commune de Maria Saal en Autriche.

## Histoire

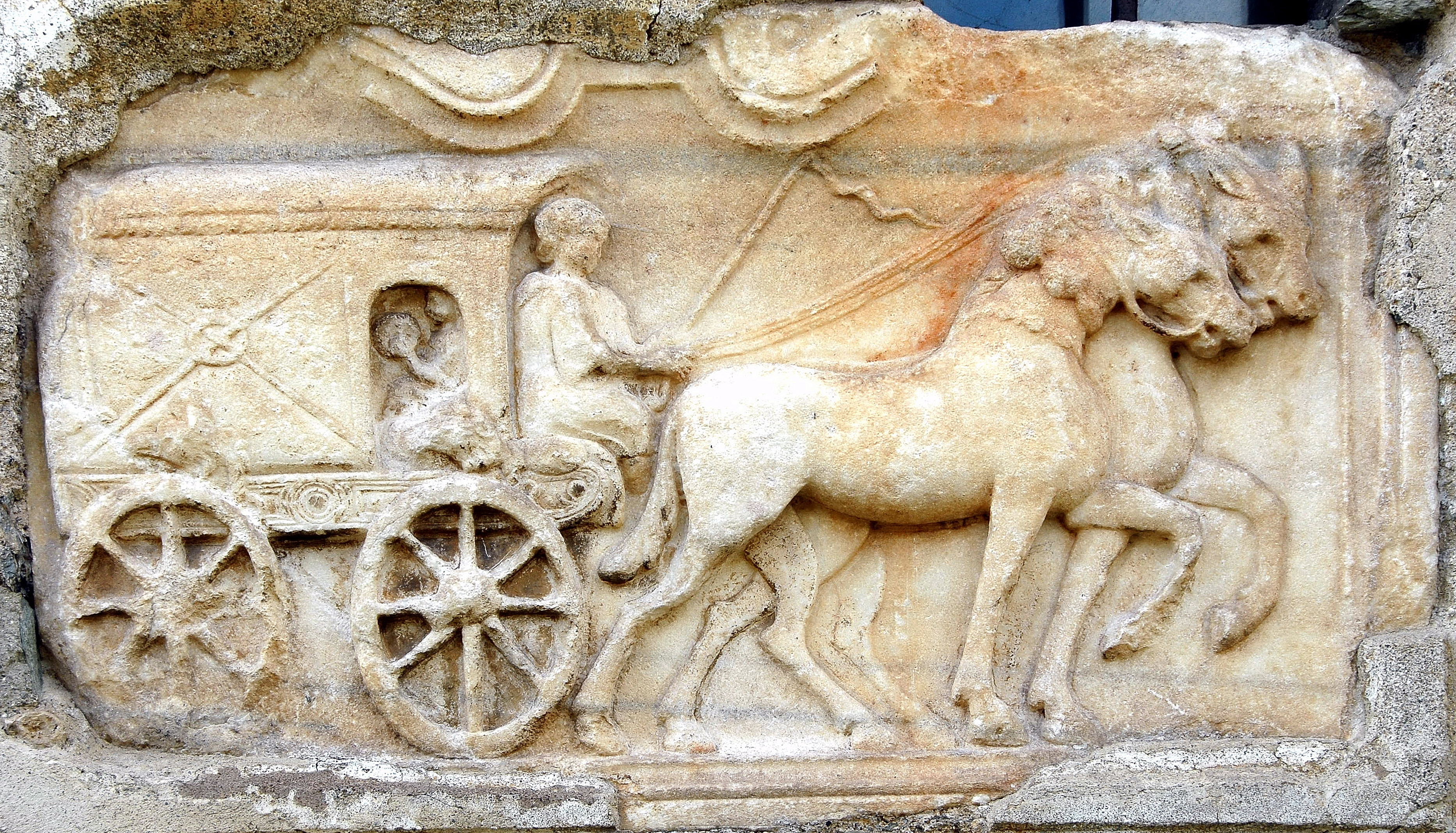
Un relief funéraire antique, attaché à l'église de Maria Saal.

Après l'annexion du royaume celte de Norique à l'Empire romain, au cours de la conquête des Alpes vers 15 av. J.-C., le municipe est fondé sous le règne de l'empereur Claude (de 41 à 54 apr. J.-C.). Pline l'Ancien le cite dans son énumération des villes de Norique. Alors que celui-ci devenait une province romaine, Virunum a remplacé la colonie norique au Magdalensberg en tant que la nouvelle capitale. À partir de la moitié du Ier siècle av. J.-C, l'empereur y commença la construction de la voie romaine transalpine réliant la mer Adriatique au Danube, passage stratégique entre l'Italie et le Norique qui fournissait une partie du métal nécessaire à l'armée romaine.
Virunum a été le siège du procurateur de la province jusqu'au temps des guerres marcomanes au IIe siècle. Sous Dioclétien, le Norique fut divisé, la ville devenant le chef-lieu du Norique méridional, la partie sud plus montagneuse. Un siége épiscopal à Virunum est attesté depuis 343. Peu de choses sont connues sur le déclin de la ville au cours de l'Antiquité tardive. À l'époque de saint Séverin du Norique au Ve siècle, décrite par son biographe Eugippe, le métropolite du Norique méridional résida à Teurnia près de l'actuelle ville de Spittal an der Drau.